# 加布倫茨山脈
72°0′S 4°30′E / 72.000°S 4.500°E
加布倫茨山脈（德語：Gablenz-Rücken）是南極洲的山脈，位於毛德皇后地的瑪塔公主海岸，處於普雷紹夫山脈和盧茲山脈之間，屬於穆利格-霍夫曼山脈的一部分，長24公里，由德國探險隊發現，現時由南極條約體系管理。